# Duiven
Duiven est une commune et un village néerlandais, situé en province de Gueldre, et comptant environ 25 000 habitants.